# باغ گیاه‌شناسی هانبری
باغ گیاه‌شناسی هانبری (ایتالیایی: Giardini Botanici Hanbury) یک باغ گیاه‌شناسی است که توسط دانشگاه جنوا گردانده می‌شود.